# Acacia yirrkallensis
Acacia yirrkallensis é uma espécie de leguminosa do gênero Acacia, pertencente à família Fabaceae.